# مه‌رمب

انیمیشینی از رفتار یک مِه‌رُمب

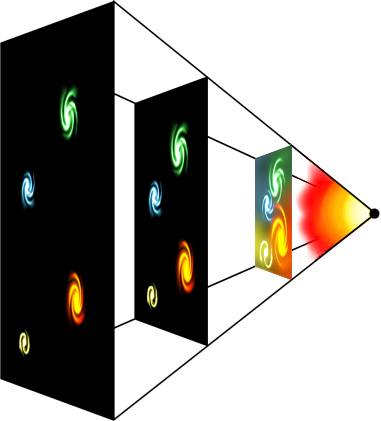
تئوری مه‌رمب. فشردگی، بازگشت و در خود فروریختن

مِه‌رُمب (به انگلیسی: Big Crunch)، در کیهان‌شناسی، یک سناریوی فرضی برای سرنوشت نهایی جهان است که در آن انبساط جهان در نهایت معکوس می‌شود و جهان دوباره فرو می‌ریزد و در نهایت باعث می‌شود که عامل مقیاس کیهانی به صفر برسد، رویدادی که به‌طور بالقوه با اصلاح جهان همراه است که با یک بیگ بنگ دیگر شروع می‌شود. مشاهدات نجومی نشان می‌دهد که انبساط جهان به‌جای اینکه توسط گرانش کند شود، شتاب می‌گیرد، و این نشان می‌دهد که احتمالاً جهان به مرگ گرمایی ختم می‌شود. هر چند مشاهدات جدیدتری نیز نشان میدهند که احتمالا شتاب سرعت انبساط در حال کند شدن است، هرچند که معلوم نیست واقعا در حال کند شدن است یا آن که شتاب انبساط حالتی تناوبی دارد و کم و زیاد میشود اما معکوس نمیشود.
این تئوری به سال ۱۹۲۲ بازمی‌گردد و الکساندر فریدمن، فیزیکدان روسی، مجموعه ای از معادلات را ایجاد کرد که نشان می‌دهد پایان جهان به چگالی آن بستگی دارد. به جای اینکه ثابت بماند، می‌تواند گسترش یابد یا منقبض شود. با وجود ماده کافی، گرانش می‌تواند انبساط جهان را متوقف کند و در نهایت آن را معکوس کند. این واژگونی منجر به فروپاشی جهان بر روی خود می‌شود.
نتیجه جهان را می‌توان با دیدن اینکه کدام نیروی دیگری را شکست خواهد داد، مشاهده کرد. یکی نیروی انفجاری ناشی از بیگ بنگ و دیگری نیروی جاذبه است. اگر گرانش بر نیروی بنگ غلبه کند، بیگ کرانچ شروع می‌شود و بیگ بنگ را معکوس می‌کند. اما اگر این اتفاق نیفتد، مرگ گرما محتمل‌ترین سناریو است. در حالی که ستاره شناسان می‌دانند که جهان در حال انبساط است، آنها کاملاً مطمئن نیستند که نیروی انبساط واقعاً چقدر است.